# Spinhenge@home
Spinhenge@home é um projecto de computação distribuída para o cliente BOINC, que realiza extensas simulações numéricas em relação às características físicas das moléculas magnéticas.
Este projeto, da University of Applied Sciences Bielefeld, na Alemanha, conta com informações bem detalhadas, incluindo fotos dos pesquisadores, e-mails de contato, páginas pessoais, links para obter mais informações teóricas etc. Seu objetivo é obter estatísticas computacionais para Spin dinâmicos. (Spin é o movimento de rotação de uma partícula - um elétron, por exemplo), além de características físicas de moléculas magnéticas.
O site oficial diz que "Os resultados obtidos poderão ser usados por qualquer nação industrializada que tiver interesse em nano-tecnologia", deixando claro que qualquer pessoa terá livre-acesso aos resultados, como em todos os projetos que usam a Plataforma BOINC. Os responsáveis esperam ajudar principalmente as áreas de Eletrônica, Biotecnologia, Aplicações Médicas, Química, em parceria com as Universidade Osnabrück e Universidade Bielefeld e o Ames Laboratory (USA).

## Páginas relacionadas
- BOINC
- Spinhenge@home
- University of Applied Sciences Bielefeld